# 姆利尼夫
50°30′50″N 25°36′24″E / 50.51389°N 25.60667°E

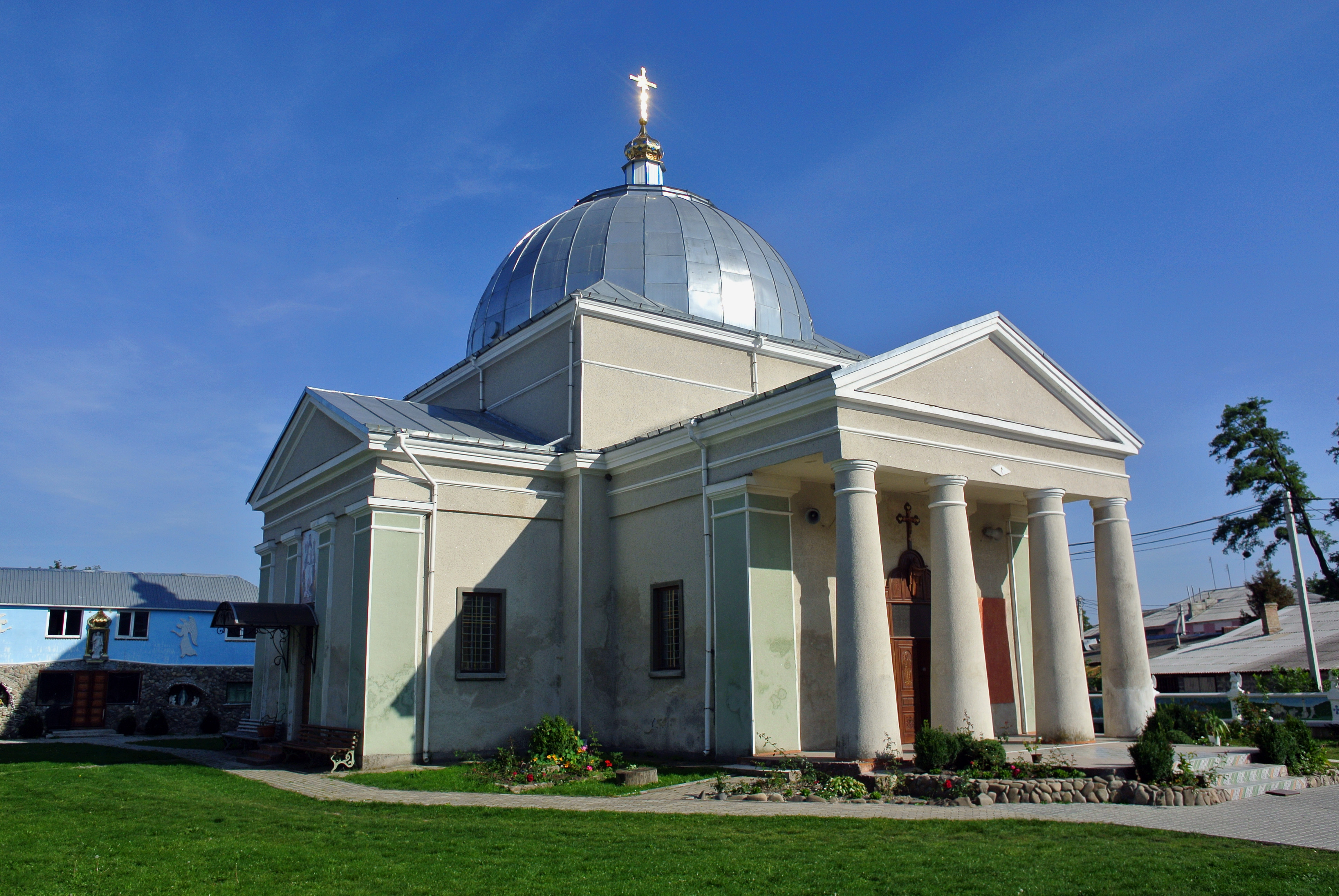
教堂

姆利尼夫（烏克蘭語：Млинів），又按俄语名译为姆利诺夫，是烏克蘭西北部羅夫諾州杜布諾區姆利尼夫市镇内的市級鎮及其行政中心。曾是原姆利尼夫區的行政中心，始建於1445年，面積20.52平方公里，海拔高度191米，2022年人口8,000，人口密度每平方公里411.6人。